# میساک ملکونیان
میساک واغارشاکی ملکونیان (ارمنی: Միսակ Վաղարշակի Մելքոնյան؛ زادهٔ ۱۳ مارس ۱۹۳۸ - درگذشته ۷ نوامبر ۲۰۰۸) یک باغبان-پرورش‌دهنده و استاد و اهل ارمنستان بود.

## زندگی‌نامه
در ۱۳ مارس ۱۹۳۸ در تسبلدا به دنیا آمد و از دانشگاه ملی علوم کشاورزی ارمنستان (۱۹۶۳) فارغ‌التحصیل شد. وی عضو فرهنگستان ملی علوم ارمنستان و حزب کمونیست اتحاد جماهیر شوروی بود. وی در مرکز علمی انگورکاری و شراب‌سازی وزارت کشاورزی جمهوری ارمنستان، وزارت اقتصاد ارمنستان و انستیتو انگور و شراب «ماگاراچ»فعالیت می‌کرد.  وی در ۷ نوامبر ۲۰۰۸ در سن ۷۰ سالگی در یالتا درگذشت.

## یادداشت
1. ↑  կենսաբանական գիտությունների դոկտոր
2. ↑  այգեգործ
3. ↑  Խաղողի և գինու ինստիտուտ «Մագարաչ»
4. ↑  Խաղողի և գինու ինստիտուտ «Մագարաչ»